# Mitsubishi T-2
Mitsubishi T-2 je dvoumístný nadzvukový dvoumotorový proudový cvičný letoun vyvinutý japonským koncernem Mitsubishi Heavy Industries. Je to první v Japonsku vyvinutý nadzvukový letoun. Jeho jediným provozovatelem byly v letech 1975-2006 japonské vzdušné síly sebeobrany. Poté jej nahradil typ Mitsubishi F-2. Dalším vývojem typu vznikl stíhací letoun Mitsubishi F-1.

## Vývoj

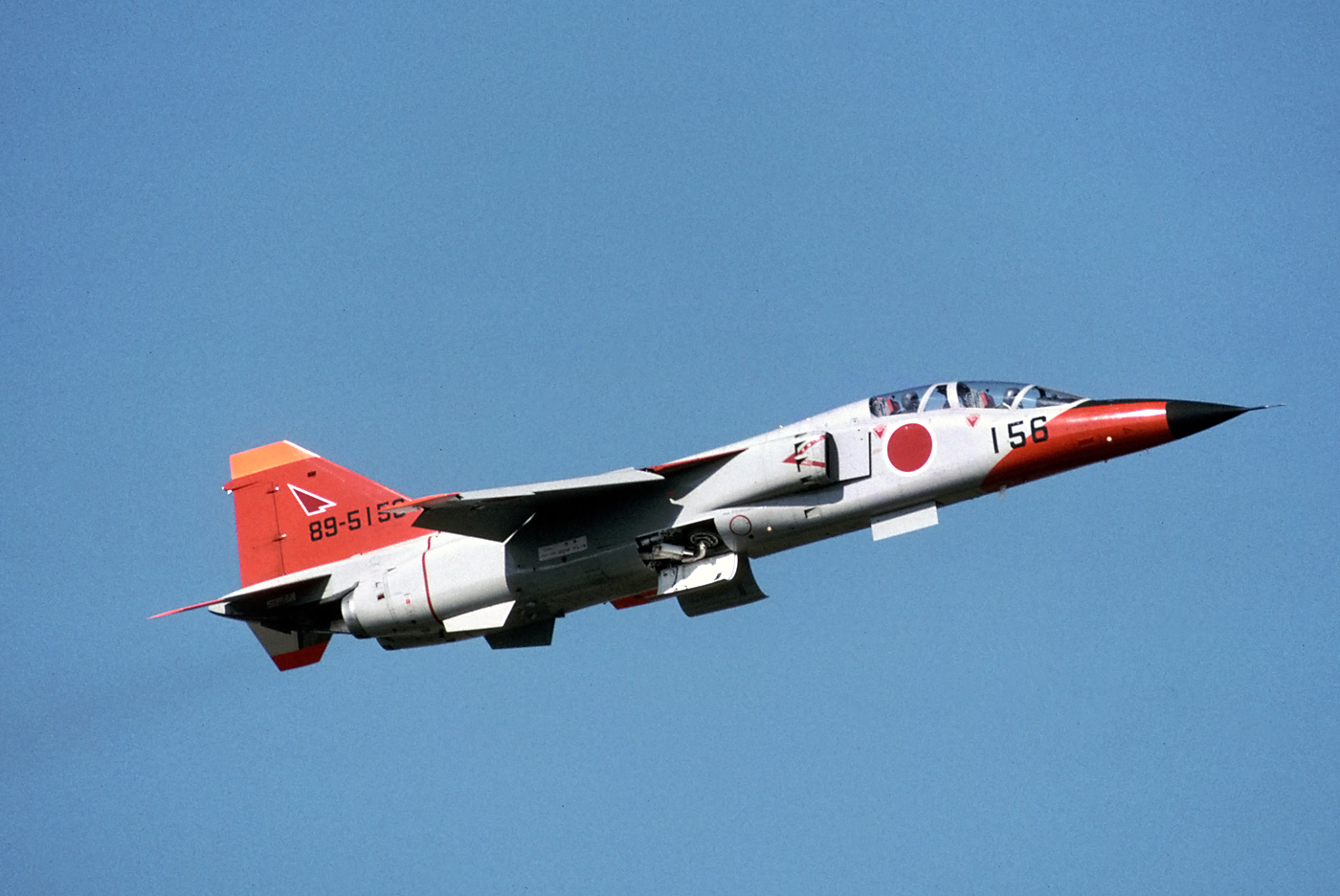
T-2

V 60. letech 20. století japonské letectvo poptávalo nový nadzvukový cvičný letoun pro výcvik posádek tehdejších nejmodernějších stíhacích letounů. Své projekty nabídly společnosti Mitsubishi, Fuji a Kawasaki, přičemž roku 1967 byla vybrána první z nich (na vývoji se podílela rovněž Fuji). Vyvíjený letoun byl silně ovlivněn evropským bojovým letounem SEPECAT Jaguar. Bylo počítáno s tím, že jeho dalším vývojem mohl vzniknout plnohodnotný bojový letoun. Celkem byly postaveny čtyři prototypy. První let prvního prototypu XT-2 proběhl 20. července 1971. Typ byl do služby zaveden roku 1975. Nejprve bylo postaveno 28 neozbrojených cvičných strojů T-2A, na které navázala série 62 ozbrojených cvičných letounů T-2B. Výroba skončila roku 1988.

## Konstrukce

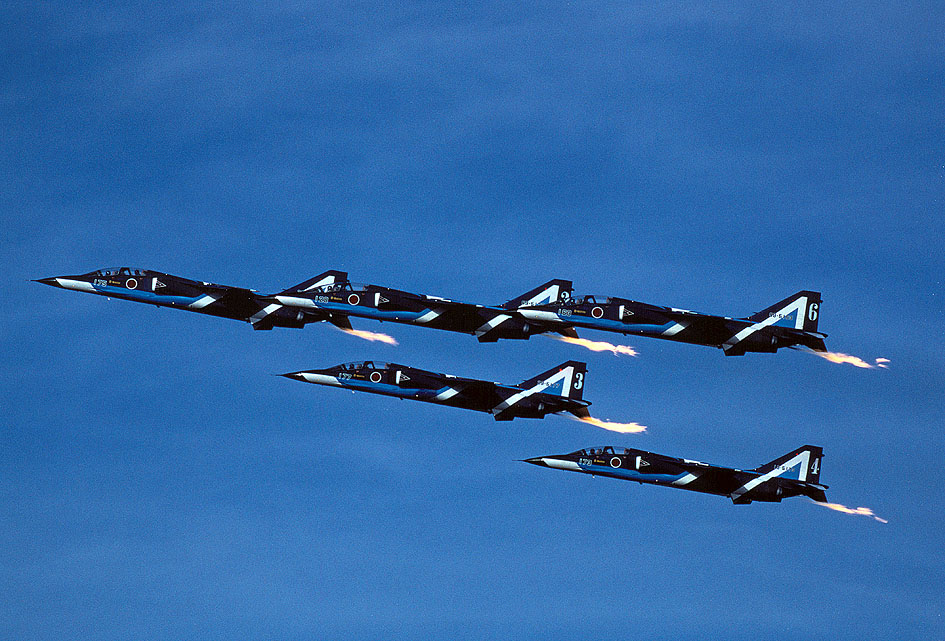
Akrobatická skupina Blue Impulse

Pilot a instruktor sedí ve dvoumístné kabině s tandemovým uspořádáním. Letoun pohání dvouproudové motory Ishikawa-Harima TF40-801A (licenční anglo-francouzský Rolls-Royce Turbomeca Adour), každý o tahu 22,8 kN.

## Varianty
- XT-2 - čtyři prototypy

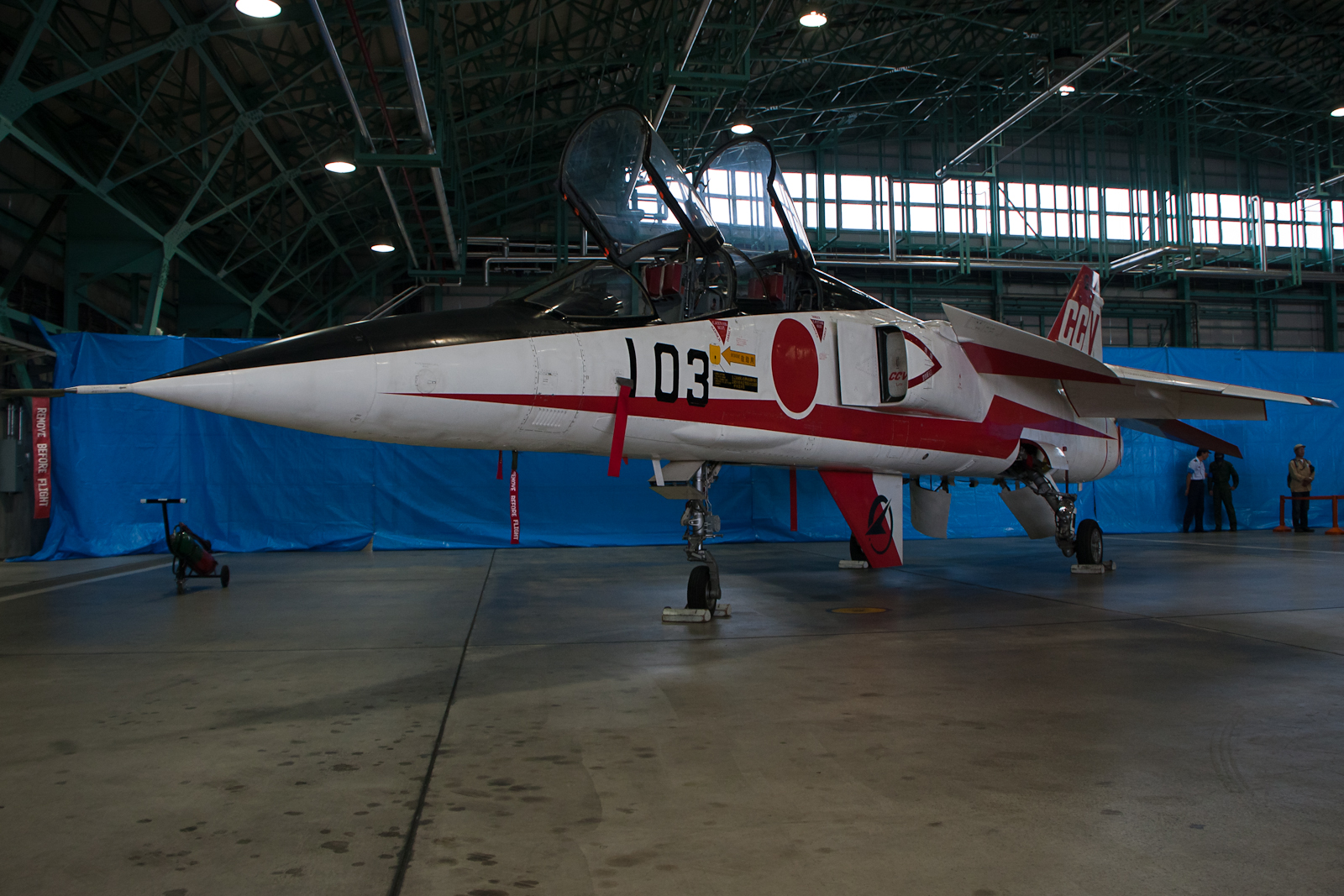
Experimentální letoun T-2CCV

- T-2A - neozbrojená cvičná verze, 28 kusů
- T-2B - ozbrojená cvičná a lehká bojová verze, 68 kusů
- T-2CCV - experimentální letoun, přestavěný třetí sériový T-2

## Specifikace (T-2B)
Údaje podle

### Technické údaje
- Posádka: 2
- Rozpětí: 7,88 m
- Délka: 17,66 m
- Výška: 4,39 m
- Nosná plocha: 21,18 m²
- Hmotnost prázdného letounu: 6200 kg
- Max. vzletová hmotnost: 12 800 kg
- Pohonná jednotka: 2× dvouproudový motor Ishikawa-Harima TF40-801A
- Výkon pohonné jednotky: 22,8 kN (35,6 kN s přídavným spalováním)

### Výkony
- Cestovní rychlost:
- Maximální rychlost: 1700 km/h
- Dolet: 556 km
- Operační dostup: 15 240 m

### Výzbroj
- 1× kanón JM61A1 Vulcan ráže 20 mm
- tří závěsníky, dvě střely Sidewinder